# Joseph Günzburg

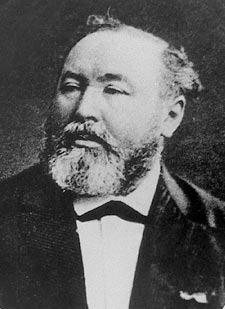

Baron Joseph Günzburg (russisch Барон Осип Гаврилович Гинцбург, wiss. Transliteration Baron Osip Gavrilovič Gincburg, auch Iosif-Evzel, Иосиф-Евзель, * 1812 in Witebsk; † 19. Novemberjul. / 1. Dezember 1878greg. in Paris) war ein russischer Händler, Bankier und Philanthrop.

## Leben
Joseph Günzburg war ein Mitglied der jüdisch-russischen Händlerfamilie Günzburg. Er war der Sohn von Gabriel Günzburg (1793–1853), der Vater von Horace Günzburg (1833–1909) und der Großvater von Alexander von Günzburg (1863–1948).
Nachdem Günzburg im Krimkrieg reich geworden war, gründete er 1859 in Sankt Petersburg eine Bank und engagierte sich für die Belange der Juden im Russischen Reich.
Im November 1861 wurde er von der russischen Regierung zum Mitglied einer Kommission ernannt, die sich mit Fragen der jüdischen Religion im Russischen Reich beschäftigte und fünf Monate tagte. Günzburg setzte sich für eine Anhebung des Bildungsstands der Juden im Russischen Reich ein und gründete deshalb mit Erlaubnis der Russischen Regierung 1863 die Gesellschaft zur Förderung der Kultur unter den Juden, deren Präsident er bis zu seinem Tod war. Dank Günzburgs Bemühungen wurde 1874 eine allgemeine vierjährige Wehrpflicht eingeführt, die auch für Juden galt. In Vilnius, der Heimatstadt seines Vaters, richtete er eine Stiftung für die Talmud Torah-Schulen ein. 
Nachdem bereits sein Sohn Horace Günzburg am 9. November 1870 von Großherzog Ludwig III. von Hessen und bei Rhein in den erblichen Freiherrnstand des Großherzogtums Hessen erhoben worden war, erfolgte dieser Schritt für Joseph Günzburg und seine anderen Söhne am 2. August 1874. 1879 gestattete Zar Alexander II. der Familie Günzburg den Adelstitel Baron im russischen Kaiserreich zu führen. Sie wurde so die einzige geadelte jüdische Familie Russlands.